# Ülenurme
Ülenurme est un bourg de la commune de Ülenurme du comté de Tartu en Estonie .
Au 31 décembre 2011, il compte 2043 habitants.